# Dolenji Suhadol
Dolenji Suhadol je naselje v Občini Novo mesto. Na hribu nad naseljem so še danes ruševine dveh protiturških obrambnih stolpov (stari grad), verjetno zgrajenih v 16. stol. Po pričanju domačinov so med italijansko okupacijo med drugo vojno domačini kamenje s stolpov pod prisilo porabljali za gradnjo bunkerjev nekje na Gorjancih. Lokacija še ni potrjena.